# Hymenophyllum tayloriae
Hymenophyllum tayloriae är en hinnbräkenväxtart som beskrevs av Donald R. Farrar och Raine. Hymenophyllum tayloriae ingår i släktet Hymenophyllum och familjen Hymenophyllaceae. Inga underarter finns listade.